# Le Grand Bain (film)
Pour les articles homonymes, voir Le Grand Bain.
Pour plus de détails, voir Fiche technique et Distribution.
Le Grand Bain est une comédie dramatique française co-écrite et réalisée par Gilles Lellouche, sortie en 2018.
Le film est présenté en sélection officielle « hors compétition » lors du Festival de Cannes 2018.

## Synopsis
Sept hommes de diverses générations « cabossés » par la vie (dépression, échec professionnel ou familial…) reprennent goût à la vie en s'investissant dans leur équipe de natation synchronisée. En prévision des championnats du monde organisés en Norvège, ils sont pris en charge par deux coachs ex-championnes, Delphine, alcoolique, et Amanda, une sportive paraplégique.

## Personnages
- Bertrand (Mathieu Amalric) : Dépressif et sans emploi, soutenu par sa femme mais déconsidéré par ses enfants, il est en butte à la sollicitude méprisante de sa belle-famille.
- Laurent (Guillaume Canet) : Colérique et en révolte, vivant très mal la maladie mentale de sa mère, il pourrit la vie de son entourage par ses crises de colère et son intransigeance.
- Marcus (Benoît Poelvoorde) : Marchand de piscines au bord de la faillite, il aimerait continuer à vivre comme un grand seigneur et donner le change.
- Simon  (Jean-Hugues Anglade) : Musicien raté qui gagne sa vie comme agent de service dans un lycée, il rêve de gloire et de Rock&Roll. Il aimerait aussi restaurer sa relation abîmée avec sa fille adolescente.
- Thierry (Philippe Katerine) : Employé de maintenance de la piscine, il a du mal à se faire respecter par les usagers, et parfois à trouver du sens à son métier.
- John (Félix Moati) : Infirmier attentif dans un Ehpad, il s'occupe avec bienveillance de ses pensionnaires, tout en trouvant des moyens personnels de composer avec les inconvénients de sa tâche.
- Delphine (Virginie Efira) : Ancienne sportive de haut niveau ayant mal supporté la fin de sa carrière, elle a sombré dans l'alcoolisme, et depuis lutte pour sortir de la dépendance et trouver un sens à sa vie, tant personnelle que professionnelle.
- Amanda (Leila Bekhti) : Ex championne de haut niveau, un accident l'a clouée sur un fauteuil roulant. Depuis, elle essaie de transmettre sa rage de gagner de manière un peu trop autoritaire.

## Fiche technique
- Réalisation : Gilles Lellouche
- Scénario, adaptation : Gilles Lellouche, Ahmed Hamidi et Julien Lambroschini
- Décors : Florian Sanson
- Costumes : Élise Bouquet et Reem Kuzayli
- Photographie : Laurent Tangy
- Son : Cédric Deloche, Marc Doisne et Gwennolé Leborgne
- Montage : Simon Jacquet
- Musique : Jon Brion
- Production : Alain Attal et Hugo Sélignac ; Vincent Mazel (producteur associé)
- Sociétés de production : Chi-Fou-Mi Productions et Les Productions du Trésor ; TF1 Films Production et Studiocanal (coproductions) ; Artémis Productions et RTBF (coproductions belges)
- Sociétés de distribution : Studiocanal (France), Frenetic Films (Suisse romande), MK2/Mile End (Québec), O'Brother Distribution (Belgique)
- Budget : 18,94 millions €[1]
- Pays de production :  France
- Langues originales : français et cingalais (répliques d'Avanish)
- Format : couleur
- Genre : comédie dramatique
- Durée : 117 minutes (version cinéma), 127 minutes (version longue)
- Dates de sortie :
  - France : 13 mai 2018 (Festival de Cannes) ; 24 octobre 2018 (sortie nationale)
  - Belgique, Suisse romande : 24 octobre 2018

## Distribution
- Mathieu Amalric : Bertrand
- Guillaume Canet : Laurent
- Benoît Poelvoorde : Marcus
- Jean-Hugues Anglade : Simon

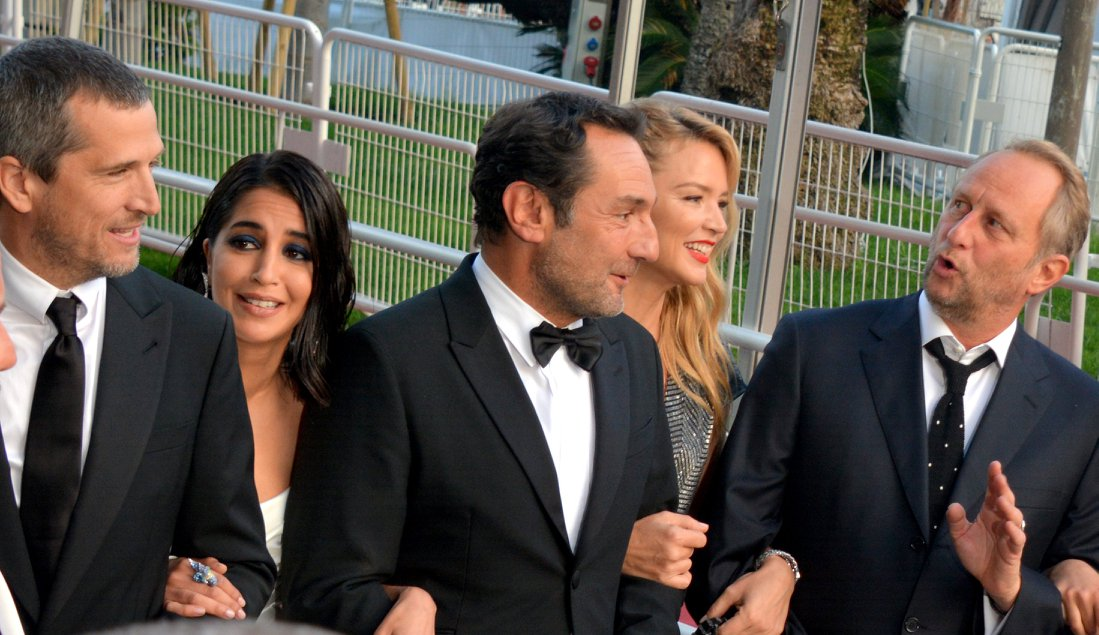
Guillaume Canet, Leïla Bekhti, Gilles Lellouche, Virginie Efira et Benoît Poelvoorde lors de la présentation du film au Festival de Cannes 2018.

- Virginie Efira : Delphine, la coach no 1
- Leïla Bekhti : Amanda, la coach no 2
- Marina Foïs : Claire, l'épouse de Bertrand
- Philippe Katerine : Thierry
- Félix Moati : John
- Alban Ivanov : Basile
- Balasingham Thamilchelvan : Avanish
- Jonathan Zaccaï : Thibault, l'époux de Clem et le beau-frère de Bertrand et Claire
- Mélanie Doutey : Clem, la sœur de Claire et l'épouse de Thibault
- Noée Abita : Lola, la fille de Simon
- Claire Nadeau : la mère de Laurent
- Caroline Grant : la fille de Bertrand et Claire
- Guillaume Cloud-Roussel : le fils de Bertrand et Claire
- Mathieu Torloting : Romain, le fils de Laurent et Diane
- Erika Sainte : Diane, l'épouse de Laurent
- Arno Feffer : Roadie, le manager de Simon
- Vincent Darmuzey : Nicolas
- Virgile Bramly : l'ex-amant de Delphine
- Karim Adda : le présentateur du gala
- Élodie Hesme : l'amoureuse de Marcus
- Vincent Varinier : un policier municipal
- Alexandre Camarasa : un joueur de water polo
- Ibrahim Koma : le technicien de la piscine
- Fiorella Campanella : la fille qui dit « Je t'aime plus »
- Alexandre Courtès : l'homme du couple d'amis
- Jean Chatillon : un alcoolique anonyme
- Laura Augé : une doublure de la chorégraphie au championnat

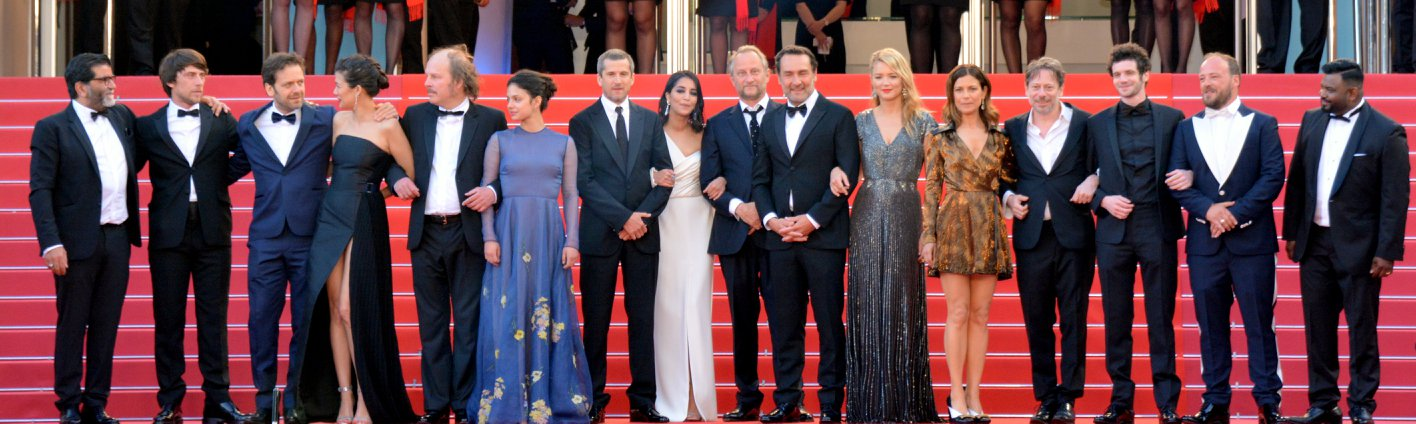
L'équipe du film pendant la montée des marches lors du Festival de Cannes 2018.

## Production

### Genèse et développement
Gilles Lellouche commence à développer l'intrigue du film dès 2010 :

« L’idée, c’était surtout de trouver un sujet qui me touche et me permette de réaliser un film plus personnel que Narco, qui était malgré tout un film de commande. C’est un film que j’ai pris beaucoup de plaisir à faire mais qui n’est pas intimement lié à qui je suis. Tout ça a pris du temps car après Narco, mes films d’acteurs ont pris toute la place. […] Dans cette course un peu individualiste où l’on se retrouve tous malgré nous coincés, on oublie le collectif, l’entrain, le goût de l’effort. Il y avait déjà ce côté cercle de parole qui m’avait beaucoup marqué quand j’avais assisté à des réunions d’alcooliques anonymes pour préparer Un singe sur le dos, le film de Jacques Maillot dans lequel je jouais un alcoolique. J’avais été ébahi par la chaleur humaine, le dialogue, l’écoute qui y régnaient, sans aucun jugement. On vit dans une société où les émissions de télé, les débats sont remplis de jugements et d’avis tranchés sur tout, alors j’ai adoré cette bulle de partage. »

— Gilles Lellouche
Gilles Lellouche commence l'écriture du scénario mais ne trouve pas de dimension poétique et cinématographique à son intrigue. Le producteur Hugo Selignac lui conseille de regarder un documentaire sur Arte sur des Suédois pratiquant la natation synchronisée masculine. Gilles Lellouche tient alors sa toile de fond et raconte : « Une troupe d’hommes plus ou moins désenchantés qui courent après des rêves déchus. Ensuite j’ai demandé à Ahmed Hamidi, dont je connaissais bien le travail et qui était un auteur phare des Guignols à la grande époque, d’écrire avec moi et, dans un second temps, à Julien Lambroschini ».
Le film est annoncé publiquement dès février 2015. Le film est écrit par Gilles Lellouche, Ahmed Hamidi et Julien Lambroschini. Il est produit par Alain Attal et Hugo Sélignac. Le directeur de la production est Marc Fontanel.

### Attribution des rôles
Pour le film Le Grand Bain, Gilles Lellouche sera pour la première fois seul derrière la caméra, et il a annoncé sur Instagram s’être adjoint les services d’une distribution réunissant Virginie Efira, Mathieu Amalric, Leïla Bekhti, Benoît Poelvoorde, Philippe Katerine, Jean-Hugues Anglade, Félix Moati et Guillaume Canet.
Vanessa Paradis avait été initialement annoncée dans le rôle de Claire, qui revient finalement à Marina Foïs.
Gilles Lellouche a un temps voulu participer au film également en tant qu'acteur, avant de se raviser :

« Je ne me voyais pas les diriger en slip, je trouvais ça absurde, lance-t-il. J’avais caressé l’idée de jouer dedans mais j’en aurais été incapable et ça aurait été une grossière erreur (…) Je n’avais pas envie d’être sur tous les fronts. C’était une autre expérience, je m’y suis dédié totalement. Bizarrement, je me suis senti très à ma place et je n’aurais pas pu me dédoubler. C’était beau de les voir, de les filmer, de ne pas être juge et partie. »

— Gilles Lellouche

### Tournage
Avant le tournage, les acteurs se sont entrainés pendant sept mois, notamment avec Julie Fabre, ancienne entraîneuse de l'équipe de France de natation synchronisée olympique.
Les prises de vue du Grand bain s’effectuent sur quatorze semaines en région Auvergne-Rhône-Alpes et en Île-de-France.
La commune de Mennecy en Essonne a accueilli le tournage pour les scènes dans la maison de Bertrand. Le lotissement des Levitt a permis les prises de vue d’intérieur et devant la maison.
Le tournage commence le 8 février 2017 en région parisienne. En avril, les scènes de piscine sont réalisées à la piscine du Raincy et quelques prises sont tournées sur le parking de l’entrepôt Franprix de Chennevières-sur-Marne. Fin avril, des scènes du film sont tournées dans plusieurs communes du sud de l'Aisne, à savoir Grand-Rozoy, Parcy-Tigny et Château-Thierry. La piscine du Kremlin-Bicêtre dans le Val-de-Marne a quant à elle accueilli le tournage des scènes du championnat du monde.
Par la suite, l’équipe du tournage se déplace dans l’Isère à Grenoble  et dans l’agglomération. Des scènes sont tournées dans le parc Paul-Mistral, devant le Palais des Sports Pierre Mendès France (stade de glace des jeux olympiques d’hiver de 1968, où ont eu lieu les épreuves de Patinage artistique aux Jeux olympiques de 1968) , au centre commercial Leclerc à Échirolles, à Saint-Martin-d’Uriage, au gymnase de Champ-sur-Drac, dans le Vercors: à Autrans, Meaudre, Lans-en-Vercors , dans la forêt domaniale de l’Oisans, à Livet-et-Gavet , au campus grenoblois, avenue Gabriel Péri à Saint-Martin-d'Hères et dans le Lycée Pierre-du-Terrail de Pontcharra. Lans-en-Vercors fait aussi partie des communes iséroises de tournage, en mars 2017.

### Musique
La musique originale du film est composée par Jon Brion. L'album, commercialisé le 19 octobre 2018, contient par ailleurs des chansons présentes dans le film, notamment Everybody Wants to Rule the World de Tears for Fears, Easy Lover de Phil Collins et Philip Bailey ou encore le célèbre thème du film Les Chariots de feu composé par Vangelis.

#### Liste des titres
Toutes les chansons sont écrites et composées par Jon Brion, sauf exceptions notées.
| No  | Titre                                                | Interprètes                  | Durée |
| --- | ---------------------------------------------------- | ---------------------------- | ----- |
| 1.  | Everybody Wants to Rule the World                    | Tears for Fears              | 4:11  |
| 2.  | Le Grand Bain (Ouverture)                            |                              | 0:50  |
| 3.  | La Petite Annonce                                    |                              | 0:34  |
| 4.  | Piscine Love                                         |                              | 0:58  |
| 5.  | Lola                                                 |                              | 1:21  |
| 6.  | Barcarolle (Jacques Offenbach)                       | -                            | 3:51  |
| 7.  | Bertrand est heureux                                 |                              | 0:33  |
| 8.  | Chariots of Fire (thème du film Les Chariots de feu) | Vangelis                     | 3:31  |
| 9.  | Marquee Moon                                         | Television                   | 4:30  |
| 10. | Marcus                                               |                              | 1:03  |
| 11. | Esther Williams                                      |                              | 1:35  |
| 12. | Dans l’œil de Bertrand                               |                              | 0:28  |
| 13. | Delphine coule à pic                                 |                              | 1:25  |
| 14. | Entraînement militaire                               |                              | 1:21  |
| 15. | Père et Fils                                         |                              | 0:55  |
| 16. | Run Fay Run                                          | Isaac Hayes                  | 2:47  |
| 17. | Just Playing (Dreams)                                | The Notorious B.I.G.         | 2:43  |
| 18. | Bass No Bass                                         |                              | 0:44  |
| 19. | Le Sauna                                             |                              | 0:55  |
| 20. | La Bagarre                                           |                              | 0:47  |
| 21. | Something to Prove                                   |                              | 1:41  |
| 22. | Half Full Glass of Wine                              | Tame Impala                  | 8:13  |
| 23. | Easy Lover                                           | Phil Collins & Philip Bailey | 5:01  |
| 24. | En osmose                                            |                              | 1:15  |
| 25. | Ouaiiiis!!                                           |                              | 1:04  |
| 26. | So Good so Right                                     | Imagination                  | 6:55  |
| 27. | Le Grand Bain (le final)                             |                              | 6:04  |
| 28. | Vertigo                                              | The Wash                     | 1:27  |

#### Autres chansons présentes dans le film
Sauf indication contraire ou complémentaire, les informations mentionnées dans cette section proviennent du générique de fin de l'œuvre audiovisuelle présentée ici.
- Quand je joue - Julien Clerc
- Looking for my Star - Julie Roué
- BFF - Julie Roué
- Road 44 - Julie Roué
- Just Playing (Dreams) (en) - Rashad Smith (en) & The Notorious B.I.G.
- Les Quatre Saisons (l'été) - Antonio Vivaldi
- Coming Up - Paul McCartney[17]
- She can't love you - Chemise
- I'm so into you - SWV
- Physical - Olivia Newton John
- Domino - Jessie J

## Accueil

### Critiques
Sur le site Allociné, qui recense 37 titres de presse, le film obtient une moyenne de : 4,1⁄5.
Du côté des critiques positives, on peut notamment lire dans Le Parisien « cette comédie ovationnée lors de sa projection à Cannes, qui rappelle la mécanique d’un Full Monty, en plus survitaminé encore, est un bonheur de jeu et d’écriture… ». Dans Le Point, la rédaction écrit notamment que le film « nage entre deux eaux, le rire et la mélancolie. On plonge la tête la première ». Éric Libiot de L'Express écrit quant à lui « Le Grand Bain est un film d'une ambition assez rare dans le 7e art français, qui se rangerait facilement dans ce corpus parfois un peu flou qu'est le cinéma d'“auteur populaire” et qui aurait plus simplement sa place au rayon “film emballant qui fait du bien à tous ceux qui traversent la rue ou qui restent sur le trottoir” ». Dans le magazine Studio, Véronique Trouillet le décrit comme « le parfait feel-good movie ». Dans Le Figaro, Nathalie Simon écrit notamment « Gilles Lellouche s'essaie à la comédie avec succès et offre une belle galerie de personnages masculins pour sa première réalisation en solo ». Barbara Théate du JDD le décrit tout simplement comme l'une des « meilleurs comédies de cette fin d'année ».
Du côté des avis négatifs, Jean-Philippe Tessé écrit dans les Cahiers du Cinéma « Lellouche a la main lourde : sur le versant dépressif du film comme sur la comédie. (…) Heureusement le solo d’hurluberlu de Philippe Katerine illumine cette chorégraphie préfabriquée ». Damien Aubel de Transfuge écrit notamment « Toute la norme lénifiante d’un discours de développement personnel. Qui écrase ce que cette comédie promettait d’intéressant : un éloge des freaks ordinaires, des ratés sans envergure dans le ratage, bref, des rebelles de la banalité. »

### Box-office
Le film fait un excellent démarrage au box-office français avec près de 1,2 million d'entrées dès son premier week-end d'exploitation dans les salles, dont un démarrage à 355 354 entrées le jour de sa sortie. Après une première semaine en tête du box-office avec 1 527 394 entrées, il est délogé par Bohemian Rhapsody la semaine suivante, mais en parvenant à bien se maintenir, Le Grand Bain prend la seconde place, qu'il gardera en troisième semaine, en ayant cumulé 3 175 810 entrées.
| Pays ou région | Box-office        | Date d'arrêt du box-office | Nombre de semaines |
| -------------- | ----------------- | -------------------------- | ------------------ |
| France         | 4 302 062 entrées | 19 mars 2019               | 21                 |
| Mondial        | 36 414 032 $      | 19 mars 2019               | 21                 |

## Version longue
Lors de sa sortie en vidéo, le film est présenté dans une version longue comportant 10 minutes de scènes en plus. Dans ces suppléments :
- En servant les plateaux-repas aux élèves à la cantine, Simon tombe sur sa fille Lola. Il lui remet une petite mousse au chocolat qu'il lui avait gardée de côté.
- Marcus discute avec un couple à qui il avait vendu une piscine. Ceux-ci subissent une inondation dans leur cave.
- En rentrant chez lui à la tombée de la nuit, Laurent se couche à côté de sa femme. Cette dernière lui fait remarquer qu'il rentre tard.
- Au self, Thierry remplit son plateau de divers aliments en grande quantité.
- Simon vient chercher Lola pour fêter l'anniversaire de celle-ci. La mère de la jeune fille répond par l'interphone qu'elle est sortie avec des copines.
- Claire trouve Bertrand assis sur les marches de l'escalier, l'air déprimé. Celui-ci lui explique que les choses de la vie n'ont pas de sens. Trouvant ses propos incohérents, Claire le laisse à son triste sort.
- Durant un exercice dans l'eau, Marcus répète le plan de ravitaillement vestimentaire à Bertrand après avoir échoué à convaincre Laurent.
- Alors qu'il vient de lui jouer la mélodie qu'il a composée pour la chorégraphie de son équipe, Simon demande à Roadie ce qui le tracasse. Ce dernier lui répond qu'il s'ennuie et regrette le temps qu'il passait sur les routes.
- Tandis qu'Amanda fait courir l'équipe le long d'un conduit désaffecté, Marcus et Simon leur faussent compagnie puis se cachent sous le conduit. Ils discutent allongés en fumant de l'herbe.

## Distinctions

### Sélection
- Festival de Cannes 2018 : Sélection officielle, hors compétition

### Récompense
- César 2019 : César du meilleur acteur dans un second rôle pour Philippe Katerine[20]

### Nominations
- César 2019 :
  - César du meilleur film
  - César du meilleur réalisateur pour Gilles Lellouche
  - César du meilleur acteur dans un second rôle pour Jean-Hugues Anglade
  - César de la meilleure actrice dans un second rôle pour Leïla Bekhti
  - César de la meilleure actrice dans un second rôle pour Virginie Efira
  - César du meilleur scénario original pour Gilles Lellouche, Ahmed Hamidi et Julien Lambroschini
  - César de la meilleure photographie pour Laurent Tangy
  - César du meilleur montage pour Simon Jacquet
  - César du meilleur son pour Cédric Deloche, Gwennolé Le Borgne et Marc Doisne

### Autres films
- Ma mère est une danseuse du ventre (2006), film hongkongais réalisé par Lee Kung-lok, sur le même thème mais avec des femmes et de la danse du ventre.

- Allt flyter (2008), film suédois réalisé par Måns Herngren, sur le même thème.
- Regarde les hommes nager (Swimming With Men, 2018), film britannique d’Oliver Parker avec exactement le même synopsis.

### Projections
- Lors de l'avant-première du film au Québec le 6 novembre 2018, dans le cadre du Festival Cinémania, la projection du film a eu lieu dans la piscine publique du club sportif de l'Association des athlètes amateurs de Montréal[21].
- Dans le cadre de son Olympiade culturelle, la piscine intercommunale du Kremlin-Bicêtre a proposé le 7 février 2024 une séance « d'aquaciné », avec la projection du film, où certaines scènes ont été tournées[22].